# Риб (реслинг)

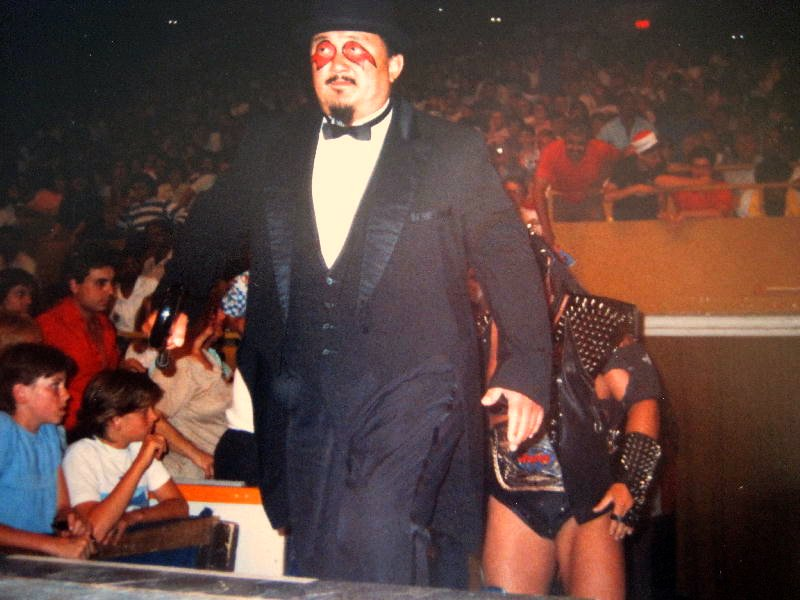
Мистер Фудзи, один из многих приколистов которых приобрели легендарный статус среди рестлеров и фанатов

В профессиональном реслинге слово Rib (рус. Ребро) означает — шутка, разыгранная над рестлером или закулисным сотрудником реслинг — промоушена другим рестлером. Такие шутки могут практиковаться как форма снятия стресса от изнурительного графика путешествий, физических нагрузок, связанных с реслингом, и сна в другом городе большую часть ночей. Сообщается, что крупнейшая рестлинг компания WWE требует, чтобы их работники выступали по 4 вечера в неделю, поэтому обстановка за кулисами может становиться напряженной и нуждающейся в облегчении, которое можно найти только лишь в насмешках.

## Примеры жестоких рибов
Рибы не обязательно должны быть добродушными. Например Скотт Холл ссылается на таких рестлеров, как Мистер Фудзи, «Мистера Совершенства» Курта Хеннига и X-Пака, которые испражнялись в сумку или на вещи другого рестлера. Ситуация, связанная с X-Паком, стала очень хорошо известна среди поклонников рестлинга. Когда он испражнился в сумку Сейбл, якобы потому, что её плохо любили за кулисами. Холл далее утверждает, что такая же шутка была проделана с Алундрой Блейз, Санни и Скипом. Также существует устойчивая легенда о том, что г-н мистер Фудзи приготовил собаку другого рестлера и подал её ему на обед, хотя эта история может быть апокрифической. Родди Пайпер заявил в интервью, что неназванный рестлер взял работу у Фудзи, в то время как Халк Хоган напомнил в подкасте Эрика Бишоффа, что Тор Камата стал жертвой его прикола, что была приготовлена его любимая кошка, а не его собака. Г-н Фудзи был известен своими печально подлыми приколами, поскольку, как многие утверждали, что он подмешивал слабительное в напитки других рестлеров, прибивал и приклеивал их одежду к потолку, отменял их рейсы, снимал двигатель с машины Бобби Итона и у многих других. Джулс Стронгбоу якобы отомстил мистеру Фудзи. Он слышал, что мистер Фудзи очень боится щекотки, поэтому он пощекотал ноги Фудзи до такой степени, что ему (Фудзи) стало больно.
Некоторые рибы не относятся к одной конкретной шутке как таковой. Например, имена на ринге таких рестлеров Саймона Дина и Вирджила считались рибами. Имя Саймона Дина произошло от «Дин Саймон», что является настоящим именем коллеги-профессионального рестлера Дина Маленко. Что касается Вирджила, то его подкололи, когда ему дали имя Вирджил Раннелс, более известного как Дасти Роудс, поскольку Роудс работал в различных промоушинах, которые пытались конкурировать с WWE. Когда Вирджил покинул WWE и отправился выступать в WCW, руководители отомстили, дав ему имя «Винсент» и назначив его «Главой службы безопасности», ссылаясь на владельца и генерального директора WWE Винса Макмэна.
Как и в случае с любым типом розыгрыша, рибы не всегда идут по плану, как планировалось. Когда Дон Джардин прибыл на территорию реслинга во Флориде, его новые коллеги решили потянуть его за ребра, которое они называли операцию «Мейбл». План состоял в том, чтобы заставить женщину убедить Джардина в том, что она была романтически / сексуально заинтересована в нём, но что у неё был ревнивый муж. Затем она приглашала Джардина к себе домой, якобы тайно. Затем один из других рестлеров притворялся ревнивым мужем и пугал Джардина дробовиком. Однако последним посмеялся Джардин, когда ему удалось отобрать пистолет у «мужа» и вместо этого он начал нападать на него разрушая дом. Другим был Винс Макмахон, решивший подразнить Марка Генри, проведя поединок с Син Карой. Когда Генри обнаруживает, что там никого не было, он полностью срывается за кулисами и чуть не вырубает WWE.
Некоторые рестлеры прошли через всю свою карьеру, не став жертвой риба, например, член Зала славы WWE Триш Стратус. Хотя приведенные примеры в основном произошли в прошлом веке, рибринг — это традиция рестлера, которая продолжается по сей день. На Рестлмании 36 Перед матчем Гробовщика против Эй Джей Стайлза на кладбище, Гробовщик попытался вырвать ребро Эй Джею Стайлзу. Гробовщик сказал Винсу Макмахону, что он примет участие в матче, но попросил Макмахона позвонить Стайлзу и солгать ему, утверждая, что Гробовщик решил сразиться с кем-то другим на Рестлмании. Уильям Ригал — ещё один рестлер, который пережил более недавнее потрясение — во время его выступления на выпуске WWE Superstars от 8 ноября 2011 года вместо его текущей темы звучала оригинальная музыка Ригала в WWE. Исполнявшаяся песня была темой Регала «Настоящий мужчина», тему, которую он использовал, изображая другого персонажа: «Настоящего мужчину» Стивена Ригала.

## Оуэн Харт

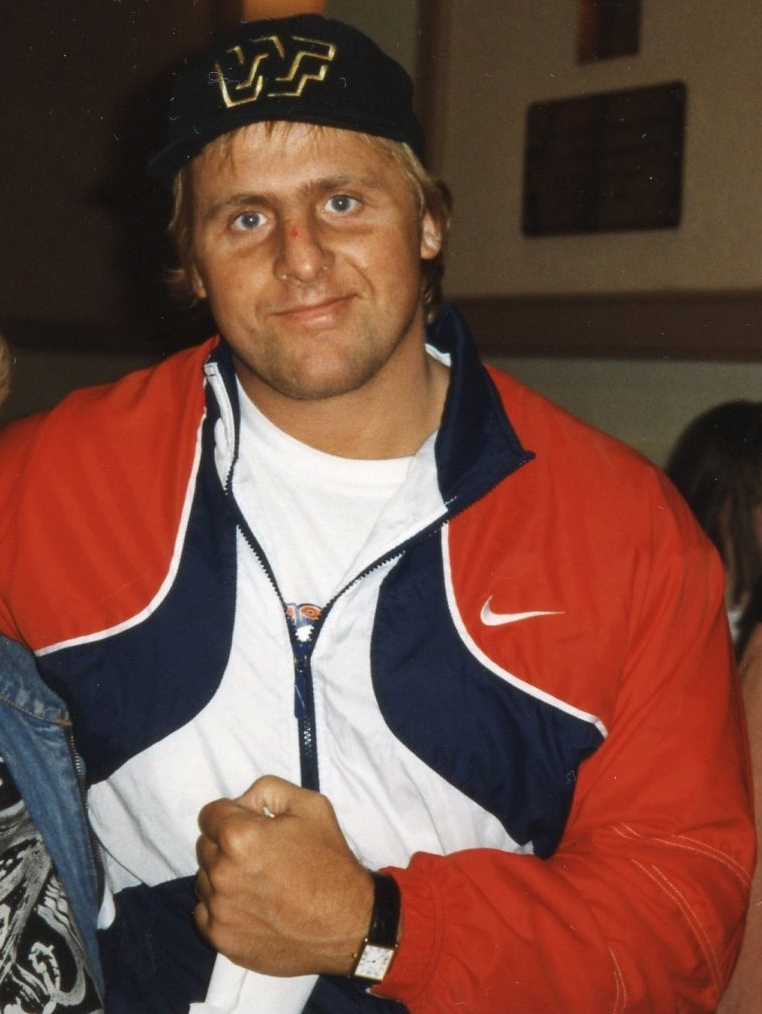
Оуэн Харт, известнный своими пранками, которыми он разыгрывал других рестлеров

В WWE хорошо известными различными пранками являлся Оуэн Харт, которые доставал других сотрудникам WWE, настолько сильно, что на эту тему была даже написана книга. Харт часто звонил в гостиничный номер рестлера в любое время ночи, утверждая, что он сотрудник стойки регистрации отеля. Он сообщал рестлеру, что в его кредитной карте было отказано, и рестлер часто выходил из своей комнаты и вымещал свой гнев на сотруднике стойки регистрации, который понятия не имел, о чём говорил рестлер. Джим Росс рассказывает, что однажды Оуэн звонил ему и выдавал себя за своего отца, промоутера рестлинга Стю Харта, пытаясь обмануть Росса, заставив его поверить, что он разговаривает с самим Стю. Также Росс стал жертвой другого пранка от Оуэна: выяснилось, что один из рестлеров употреблял кокаин, и в обязанности Джима Росса, как руководителя отдела по связям с талантами в WWE в то время, входило назначить соответствующее наказание. В тот день Росс заметил Оуэна с белым порошком вокруг носа, пытаясь обмануть Росса, заставив его подумать, что это кокаин. Но на самом деле это была сахарная пудра из пончика. Оуэн также исполнил пранк на вышеупомянутом печально известном пранковым мистере Фудзи, в котором он фальшивым голосом позвонил в гостиничный номер Фудзи, назвав его множеством имен и ругательств, закончив тем, что велел Фудзи прийти в вестибюль, где «неизвестный абонент» будет ждать, чтобы «надрать (Фудзи) задницу». Когда Фудзи добрался до вестибюля посреди ночи, одетый в кимоно, он был в замешательстве, так как там был только Оуэн, который расспросил Фудзи о том, что он делал, бродя по отелю в такой час.
Однако не все шалости Оуэна были дружелюбными. В интервью для съемок брат Оуэна Брет Харт вспомнил о проблемах, которые у них были с Джорджем «Животным» Стилом, когда он был агентом WWE. Стил якобы взимал плату с рестлеров за опоздание, даже всего на пару минут. Когда это случилось с Оуэном и Бретом, они украли дорогие часы Стила и бросили их в реку. Злобные «нападки» Оуэна Харта на Джорджа Стила продолжились, когда он столкнул Стила со ступенек автобуса. Джеймс Ромеро в своей книге «Оуэн Харт: король розыгрышей» утверждает, что Оуэн вынудил другого водителя потерять контроль над своей машиной на высокой скорости, как пранк.